# Hemileia coffeicola
Hemileia coffeicola är en svampart som beskrevs av Maubl. & Roger 1934. Hemileia coffeicola ingår i släktet Hemileia, ordningen Pucciniales, klassen Pucciniomycetes, divisionen basidiesvampar och riket svampar.   Inga underarter finns listade i Catalogue of Life.